# Мартін Даньо
Мартін Даньо — словацький журналіст і підприємець, відомий за численні розслідування політичних справ, які він публікував на YouTube.
За даними опитування Stratégie та Hospodárske noviny, він є одним з трьох найвідоміших журналістів Словаччини.
Мартін Даньо оголосив про свою кандидатуру на пост президента Словаччини 2019 року 16 лютого 2018 року.
Мартін Даньо став офіційним кандидатом у президенти. 23 січня 2019 року він подав шістнадцять підписів від народних депутатів до голови парламенту Андрея Данко (Словацька національна партія / СНС), а Данко прийняв кандидатуру Даньо.